# Chomice
Chomice [pronunciación en polaco: /xɔˈmit͡sɛ/] es un pueblo ubicado en el distrito administrativo de Gmina Sokoły, dentro del Condado de Wysokie Mazowieckie, Voivodato de Podlaquia, en el norte de Polonia oriental. Se encuentra aproximadamente a 11 kilómetros al noreste de Sokoły, a 25 kilómetros al noreste de Wysokie Mazowieckie, y a 27 kilómetros al oeste de la capital regional Białystok.
El pueblo tiene una población de 80 habitantes.